# Palvor
株式会社Palvor（パルヴォア）は、インターネット広告事業などを行っている日本の会社。

## 概要
2018年11月に設立。大小さまざまな雑学やトリビアネタを扱う情報サイト「雑学カンパニー」を運営している。